# Japansk sav
En japansk sav, også kaldet japansav, er en håndsav der kun skærer træet ved trækning. Bladet behøver derfor ikke at modstå tryk og kan gøres meget tyndere end traditionelle vestlige save, fordi en træksav ikke har brug for nogen stivhed. Japanske save kan derfor skære meget præcise spor. Den tynde klinge indebærer, at mindre materiale fjernes, hvilket samtidigt betyder at håndværkeren behøver anstrenge sig mindre.